# Chapelle seigneuriale Saint-Laurent
La chapelle seigneuriale Saint-Laurent est située à Saint-Gilles-Pligeaux en France.

## Localisation
La chapelle est située sur la commune de Saint-Gilles-Pligeaux, dans le département  des Côtes-d'Armor, dans la région Bretagne.

## Historique
La chapelle est classée au titre des monuments historiques par arrêté du 22 janvier 1979.